# 怒海潜沙&秦岭神树
《怒海潜沙&秦岭神树》是2019年中国悬疑剧。本剧改编自南派三叔的小说《盗墓笔记》，由侯明昊、成毅领衔主演，腾讯视频于2019年6月6日首播。。
本剧第36集開始為《盗墓笔记之雲頂前傳》仍由侯明昊和成毅分別出演吴邪和张起灵，《盗墓笔记之雲頂前傳》下改為由白澍饰演吴邪，赵东泽出演张起灵。

## 剧情
一群年轻探险家在南海西沙群岛北礁附近的惊涛骇浪中发现了一艘神秘沉船后，重聚一堂，开启了他们的海底古墓探险之旅。故事的主人公是一位年轻的探险家，出身于一个有着古墓世家血统的家庭。他的叔叔是一名寻宝猎人，阅读祖父自己的盗墓日记是吴邪不断的动力源泉。吴邪的探险始于一封神秘的电子邮件，邮件指示他如果想再次见到叔叔，就前往港口附近的一个地点。他遵从了邮件的指示，在码头与宁重逢。宁告诉他，他叔叔的船在他协助公司调查沉船时失踪了。宁受命组建一支救援队，并已招募了一批古墓探险的奇才和老兵。在汹涌的波涛之上和之下，他们遭遇了充满危险的海上世界，包括可怕的食尸鬼、鬼影重重的幽灵船、海怪、不死战士以及成群的食肉僵尸。盗墓者们能否击败他们在海上遇到的黑暗势力？吴邪能否发现埋藏在祖父日记中的关键线索，从而找到真相？

## 演员列表

### 主要演员
| 演員   | 角色         | 介紹 |
| 侯明昊 | 吴邪         | 吴家的现任当家，西泠印社旁古董店吴山居的老板，人称“小三爷”。                                                         |
| 成毅   | 張起靈張不遜 | 張起靈外号闷油瓶，为人神秘莫测，身手不凡，为張家族长的现任指定继承人。                                               |
| 李曼   | 阿宁         | 精明干练的女性探险者，隶属于盗走吴邪爷爷吴老狗的战国帛书的传教士裘德考的公司。                                       |
| 张博宇 | 王胖子       | 北京潘家园古玩贩子，自称“摸金校尉”，有北京人那种大爷的气质，热爱枪支，与吴邪、张起灵合称铁三角，是团队中的欢乐人物。 |

### 其他演员
| 演員             | 角色           | 介紹                       |
| 姚橹 青年:姚奕辰 | 吴三省解連環   |                            |
| 習雪             | 陈文锦         |                            |
| 白一弘           | 潘子           |                            |
| 斯琴高娃         | 霍老太太       |                            |
| 黃羿             | 霍秀秀         |                            |
| 洛晨舒           | 霍玲           |                            |
| 張君竹           | 蔣梅           |                            |
| 刘学义           | 解雨臣（小花） | 解家当家人                 |
| 廖彥龍           | 解子揚（老癢） |                            |
| 張翔             | 翟星耀         |                            |
| 岳士涵           | 黑眼鏡         |                            |
| 张天阳           | 張高原         | 大帥                       |
| 李若嘉           | 張慶萍         | 張高原的妹妹，張不遜的妻子 |
| 韩承羽           | 竇誠           | 張不遜的副官               |
| 郭野             | 啞巴將軍       |                            |
| 任嘉倫           | 肖彧           |                            |
| 王姬             | 肖母           |                            |
| 金士杰           | 泰叔           |                            |
| 舒耀瑄           | 凉師爺         |                            |
| 王劲松           | 齊教授         |                            |
| 段迎迎           | 禁婆           |                            |
| 張浩然           | 海猴子         |                            |
| 何中华           | 陈皮阿四       |                            |
| 王宏偉           | 金洋           |                            |
| 王雙             | 金苗           |                            |
| 彭禺ㄙ           | 順子           |                            |

## 電視劇歌曲
| 曲序 | 曲目               |      | 作曲   | 编曲                   | 演唱                 |
| ---- | ------------------ | ---- | ------ | ---------------------- | -------------------- |
| 1.   | 筆記背後（片頭曲） |      | 韋啟良 | 韋啟良                 | 曽素雯               |
| 2.   | 生如狂瀾（片尾曲） | 海雷 | 劉鳳瑤 | James Yeo@Kenn C Music | 侯明昊、成毅、張博宇 |
| 3.   | 後會有期（插曲）   | 陳曦 | 董冬冬 |                        | 侯明昊               |